# Boberviadukt (Bolesławiec)
Der Boberviadukt in Bolesławiec (deutsch Bunzlau) ist eine Eisenbahnbrücke über den Bóbr (deutsch Bober) in der polnischen Woiwodschaft Niederschlesien. Der 489 Meter lange Viadukt wurde 1846 als Teil der Niederschlesisch-Märkischen Eisenbahn zwischen der preußischen Hauptstadt Berlin und der schlesischen Provinzhauptstadt Breslau eröffnet.
Mit der Eröffnung der Stichbahn von Kohlfurt nach Görlitz verkehrten auch Züge auf der Relation Dresden–Breslau über den Viadukt. Am Ende des Zweiten Weltkrieges wurde der Viadukt von sich zurückziehenden Wehrmachtstruppen gesprengt und später von den Polen wieder aufgebaut. Heute verkehren über die elektrifizierte Strecke über den Viadukt wieder Züge auf der Relation Dresden–Breslau oder Teilabschnitten sowie zahlreiche Güterzüge.

## Geschichte

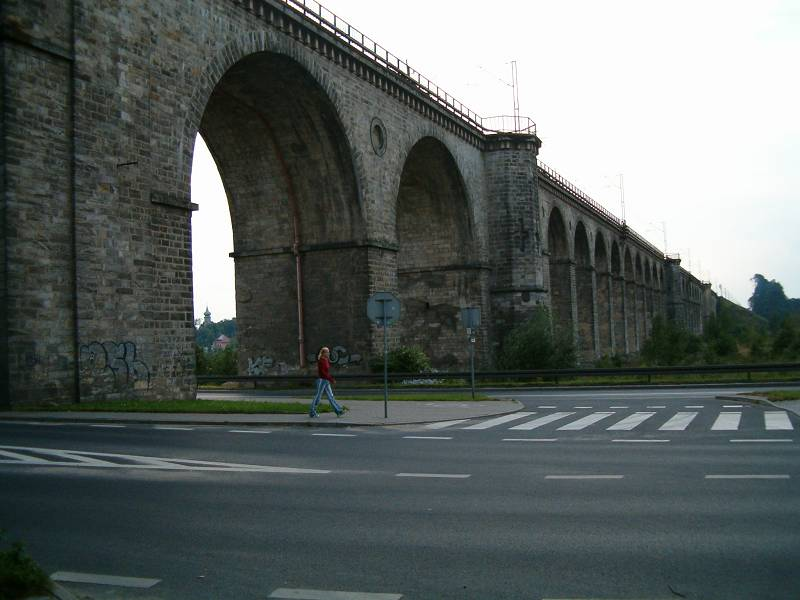
Viadukt vor der Sanierung in den 2000er Jahren

Am 17. Mai 1844 fand die Grundsteinlegung für das Bauwerk statt, die Bauarbeiten begannen jedoch erst etwa einen Monat später. Bereits am 5. Juli 1846 nach etwa zwei Jahren Bauzeit befuhr der erste Probezug den Viadukt, der am 27. Juli 1846 eröffnet wurde. Am 1. September 1846 wurde der offizielle Eisenbahnverkehr über den Viadukt aufgenommen. Auch der preußische König Friedrich Wilhelm IV. erschien knapp zwei Wochen nach der Aufnahme des Zugverkehrs in Bunzlau um am 17. September die Brücke nochmals offiziell zu eröffnen.
Der Viadukt kostete etwa 400.000 Taler. Auf der Baustelle arbeiteten ca. 600 Menschen. Weitere 3200 Arbeiter waren indirekt am Bau beteiligt.
Am 10. Februar 1945, knapp 100 Jahre nach seiner Eröffnung wurden zwei Bögen und ein Pfeiler des Viadukts von sich zurückziehenden Wehrmachtsverbänden gesprengt und somit der Bahnverkehr in Richtung Breslau unterbrochen. Nach dem Ende des Zweiten Weltkrieges fielen die Gebiete östlich von Lausitzer Neiße und Oder an Polen. Auch die Stadt Bunzlau wurde polnisch und trägt seitdem den Namen Bolesławiec.
Bereits 1947 war der zerstörte Viadukt wieder aufgebaut, restauriert und konnte wieder befahren werden. Eine Gedenktafel an einem der wiedererrichteten Bögen erinnert an die Aufbauleistung. Die hölzerne Fußgängerbrücke, die über die breiten Fundamente im Flussbett führte, wurde nach dem Krieg nicht wieder aufgebaut.

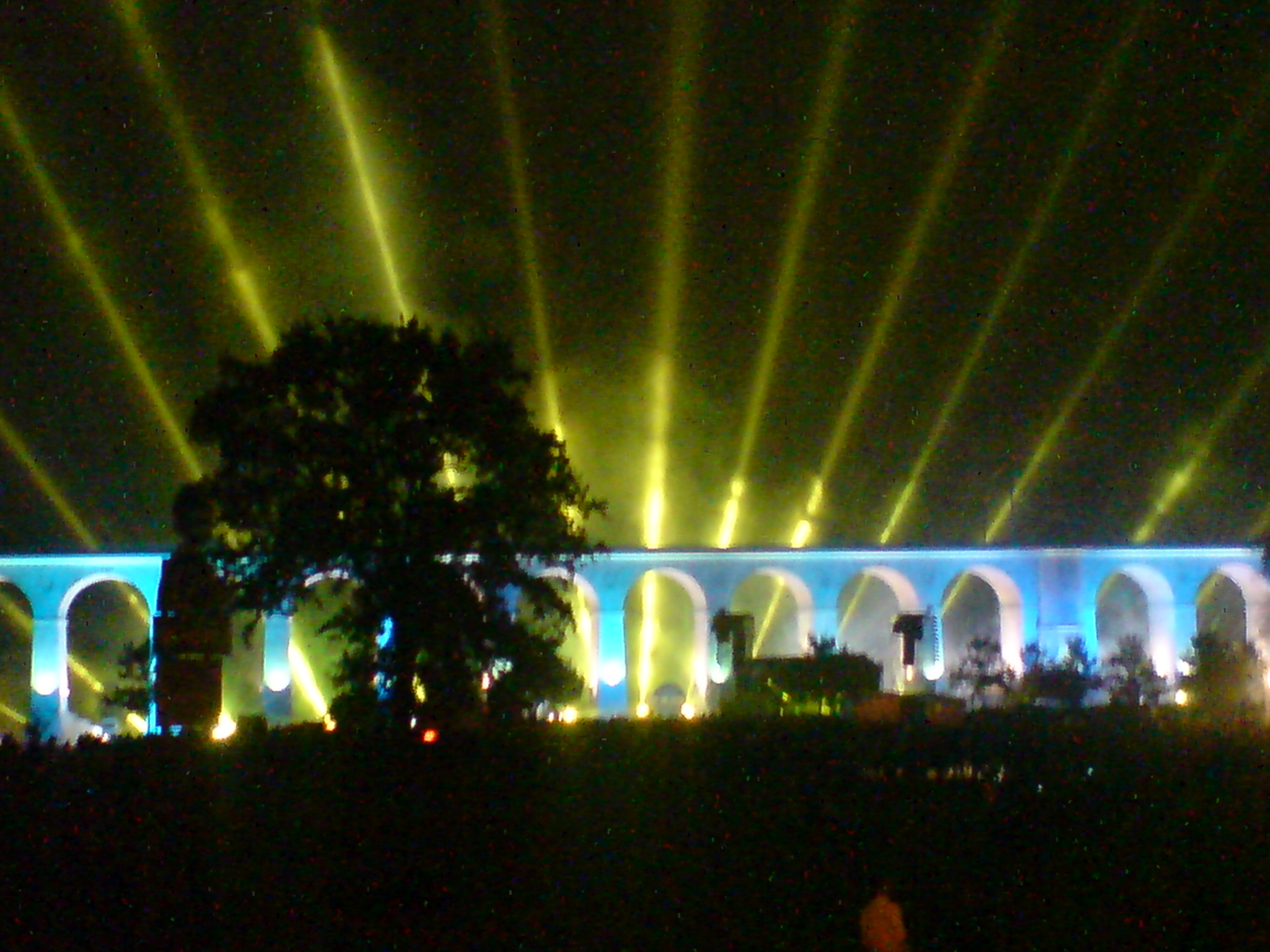
Lasershow bei den Feierlichkeiten nach der Sanierung 2009

Mitte der 1980er Jahre wurde die Bahnstrecke Węgliniec (Kohlfurt)–Breslau mit drei Kilovolt Gleichspannung elektrifiziert. Seitdem wird ein Großteil des Verkehrs über den Viadukt elektrisch betrieben. Seit 31. August 2006 wird der Viadukt in der Nacht durch 58 Leuchten eindrucksvoll illuminiert. Bis 2009 wurde der Viadukt als Teil der europäischen Eisenbahnverbindung E-30 Dresden–Breslau saniert und dessen Oberfläche sandgestrahlt. Eine große Feier schloss die Sanierungsarbeiten am 10. Oktober 2009 ab. Während einer 20-minütigen Show mit musikalischer Untermalung wurde der Viadukt in den verschiedensten Farben angestrahlt und in Nebel gehüllt. Auch ein Feuerwerk und eine Lasershow fand statt. Zu Gast war unter anderem auch ein Enkel des preußischen Architekten Friedrich Engelhardt Gansel.

## Bauwerk

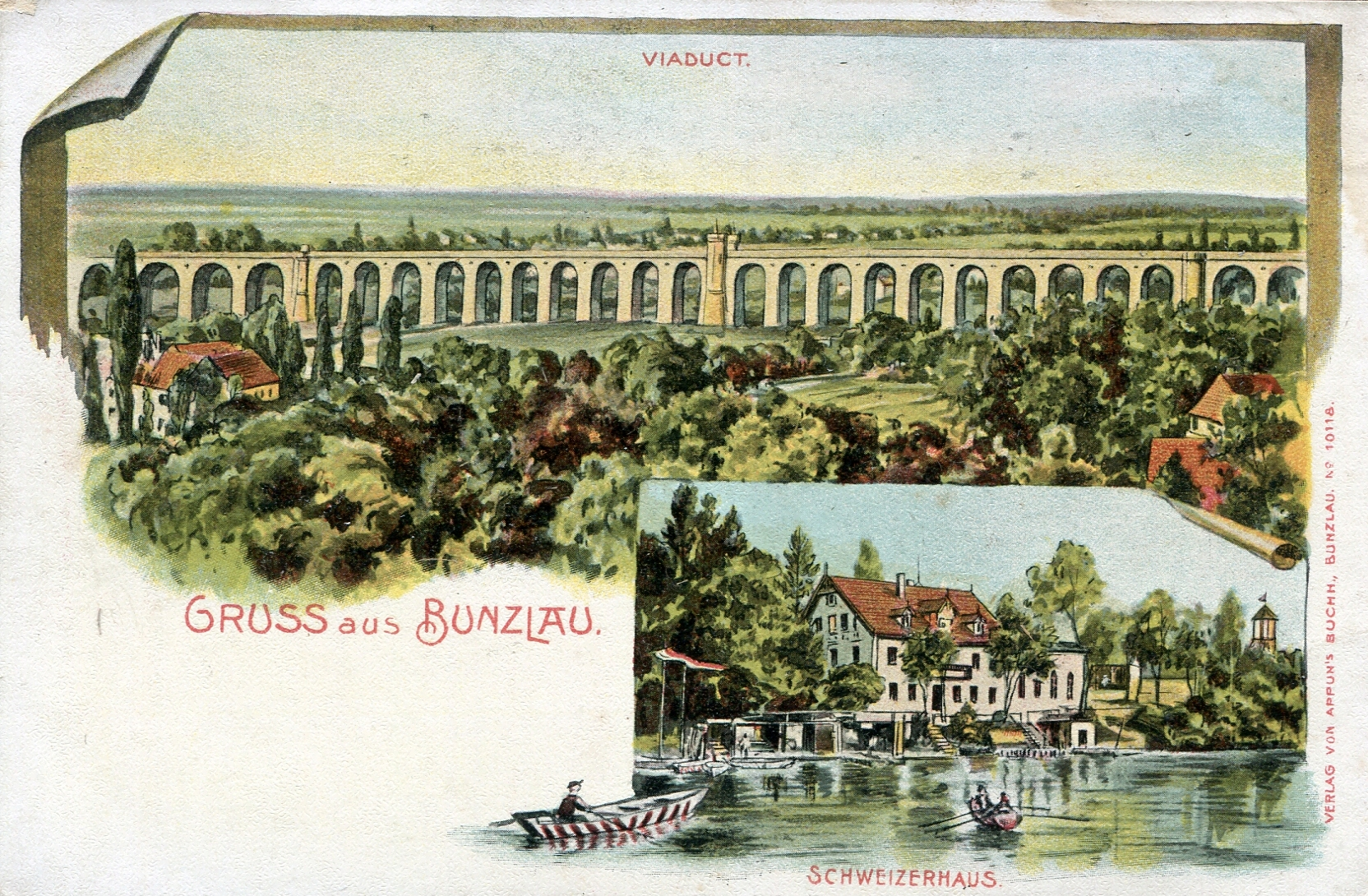
Viaduct, gemalt zwischen 1860 und 1926

Der Viadukt ist 489 Meter lang und überspannt in 26 Metern Höhe den Bóbr und zwei Straßen. Die Brücke ist acht Meter breit. Er wurde aus hellgelben Sandstein gebaut. Über ihn hinweg führen zwei elektrifizierte Gleise. Die 35 Bögen des Viadukts weisen unterschiedliche Spannweiten auf. Die weitesten Bögen sind 15 Meter breit. Sie überspannen das Flussbett und die Droga krajowa 94 auf der Ostseite. Die anderen Bögen weisen eine Weite von 11,5 bzw. 5,65 Metern auf. Die Pfeiler sind maximal 3,75 Meter dick.